# New Braintree
New Braintree är en kommun (town) i Worcester County i delstaten Massachusetts, USA. Vid 2020 års folkräkning hade kommunen 996 invånare.